# Aixurnirari IV
Aixurnirari IV o Aššur-nirari IV va ser rei d'Assíria entre els anys 1019 aC i 1013 aC, aproximadament, segons la Llista dels reis d'Assíria, que diu que va regnar uns sis anys.
Era fill de Salmanassar II al que va succeir a la seva mort segurament força jove. Després de més de mig segle enfrontant les constants incursions dels nòmades akhlamu, l'estat havia quedat considerablement reduït, limitat als territoris pròpiament assiris entre el Khabur i el Tigris. Molts regnes vassalls s'havien revoltat al nord i a l'est del Tigris i no havien pogut ser dominats. La situació va tocar fons en el seu regnat i en el següent.
Va morir potser el 1013 aC segurament sense fills. La successió va passar al seu oncle Aixurrabi II, germà de Salmanassar II.